# 韋爾希 (盧茨克區)
50°48′44″N 25°0′21″E / 50.81222°N 25.00583°E
韋爾希（烏克蘭語：Верхи），是烏克蘭的村落，位於該國西部沃倫州，由盧茨克區負責管轄，面積1.05平方公里，海拔高度215米，2001年人口143，人口密度每平方公里136.19人。